# Зигмунт Врублевський
Зи́гмунт Флоре́нтій Врубле́вський (пол. Zygmunt Wróblewski; 28 жовтня 1845, Гродно — 16 квітня 1888, Краків) — польський фізик, член Польської АН (1880).

## Життєпис
Навчався в Київському університеті. За участь у Польському повстанні 1863 був засланий до Сибіру, де перебував до 1869. Після повернення зі заслання переїхав за кордон і працював у фізичних лабораторіях університетів в Гейдельбергу, Берліні і Мюнхені. 1874 року був вибраний асистентом по кафедрі фізики в Мюнхенському університеті, а в 1875 перейшов на таку ж посаду в Страсбурзі. Професор Ягеллонського університету в Кракові (1882).
Помер у 1888 році через отримані опіки у своїй лабораторії.
Основні праці присвячені дифузії та зрідженню газів. Разом з К. Ольшевським отримав рідкий азот у вимірних кількостях. Досліджував електропровідність металів при низьких температурах.